# Fabijan Peštalić
Fabijan Peštalić (Vaskút, 1845. november 25. – Zimony, 1909. december 27.) bunyevác ferences szerzetes, a Duna menti horvátok egyik vezetője.
A középiskolát Baján végezte el, majd 18 évesen belépett a ferences rendbe.
24 évesen Vaskúton tartotta első miséjét. Nem sokkal később beiratkozott tanárképzőbe Kalocsára. Amikor ezt elvégezte a bácskai falvakban tanított több évig.
1881-ben Šarengradba költözött, ahol több évig volt esperes és védnök. Ezután több városban is tevékenykedett, majd még egyszer visszatért Šarengradba, végül Zimonyban élt haláláig.